# Albaladejo
Albaladejo é um município da Espanha na província de Ciudad Real, comunidade autónoma de Castilla-La Mancha, de área 48,88 km² com população de 1563 habitantes (2004) e densidade populacional de 31,98 hab/km².

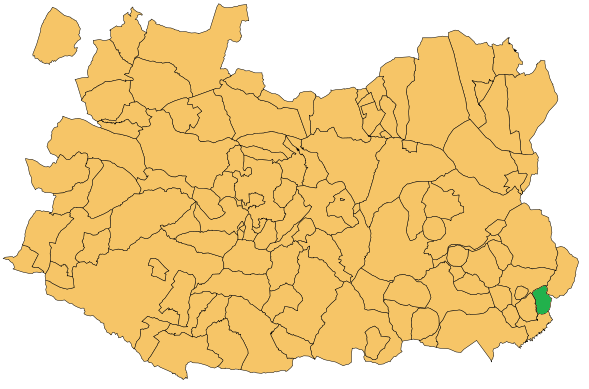
Mapa de localização

## Demografia
| Variação demográfica do município entre 1991 e 2004 | Variação demográfica do município entre 1991 e 2004 | Variação demográfica do município entre 1991 e 2004 | Variação demográfica do município entre 1991 e 2004 |
| --------------------------------------------------- | --------------------------------------------------- | --------------------------------------------------- | --------------------------------------------------- |
| 1991                                                | 1996                                                | 2001                                                | 2004                                                |
| 1921                                                | 1753                                                | 1531                                                | 1563                                                |